# Hornice (tvrz)
Tvrz v Hornicích stála na tzv. Zlaté cestě z Jemnice do Znojma v Hornicích.

## Popis
Tvrz měla mít jádro o průměru 21 metrů, obklopeno bylo 4 metry hlubokým příkopem o šířce 7-11 metrů. Samotná tvrz měla být v podobě kamenné budovy o několika patrech, měla mít rozměry 8 x 6,5 metrů, vyšší patra mohla být dřevěná. Budova pravděpodobně byla omítnuta hlínou. Stála na okraji vesnice nad potokem a rybníkem.

## Historie
První zmínka o Hornicích pochází z roku 1348, tvrz v tu dobu nebyla připomínána. Roku 1358 tvrz i vesnice patřila Jindřichovi z Hornic a jeho manželce. V roce 1407 byla tvrz prodána Heřmanovi z Lipnice a v roce 1464 Štěpánovi ze Slavíkovic. V roce 1515 pak koupil tvrz Adam z Bačkovic. V roce 1528 už byla tvrz opuštěna, na konci 15. století pravděpodobně shořela. V roce 1981 proběhl archeologický průzkum. Na možné umístění tvrze umístil učeň učiliště M. Bobů, ti pod vedením archeologů provedli výkop, kdy odhalili předměty a především roh budovy.